# Casa del Mutilato (Milano)
La Casa del Mutilato di Milano è un edificio storico realizzato in stile razionalista fra il 1938 e il 1942 e sito in via Carlo Freguglia al civico 14, a fianco del Palazzo di Giustizia del Piacentini, terminato nel 1940. L'edificio venne progettato dall'ingegnere architetto Luigi Lorenzo Secchi (1899-1992).

## Storia
Il primo tentativo di erigere una Casa del Mutilato a Milano risale al 1921, quando, senza successo, se ne fecero promotori la poetessa Ada Negri e il presidente dell'Associazione nazionale tra mutilati e invalidi di guerra Carlo Delcroix; non ebbe miglior esito la seconda richiesta avanzata tra il 1929 e il 1930.

A. G. Santagata: bozzetto e mosaico all'esterno dell'edificio, Milano 1960

Solo nell'ottobre del 1933, grazie a un contributo podestarile di 500 000 lire, si riuscì a costituire un comitato di finanziamento; Alessandro Gorini, presidente della sezione milanese dell'associazione, si rivolse per il progetto all'amico Luigi Lorenzo Secchi, che inizialmente ipotizzò di ristrutturare l'antico palazzo Sormani; tuttavia, l'associazione preferì erigere un nuovo edificio, nell'area che fu lasciata libera dalla demolizione nel 1935 dell'ex caserma di artiglieria a cavallo "principe Eugenio di Savoia", adiacente al cantiere del palazzo di Giustizia; i lavori di costruzione del palazzo, progettato dal Secchi, furono avviati il 14 giugno 1938 e completati il 31 dicembre 1942.
All'interno e all'esterno dell'edificio opere di Antonio Giuseppe Santagata (1888-1985)